# Kim Hyang-Mi
Kim Hyang-Mi (19 de septiembre de 1979) es una tenista de mesa norcoreana que ha ganado diversos premios durante su carrera: en los JJ. OO. olímpicos de 2004 que se celebraron en Atenas, ganó la medalla de plata en la categoría individual, en el campeonato del mundo de Ping-Pong que se celebró en Osaka en 2001 ganó la medalla de plata también, y la medalla de oro en los Juegos Asiáticos celebrados en Busan en 2002 (estas dos últimas en la categoría de equipos).
- Datos: Q289772